# First National Bank Building (Portland)
El First National Bank Building es un edificio ubicado en el centro de Portland, la ciudad más poblada del estado de Oregón. En 1974 fue incluido en el Registro Nacional de Lugares Históricos.
Ubicado en 401-409 SW 5th Avenue, diseñado por Coolidge y Shattuck de Boston, que se asemeja a algo del clasicismo del Lincoln Memorial, fue construido en 1916 cuando el banco superó sus primeros barrios y cuando posteriormente pasó a ser propiedad de los nietos H. W. Corbett. El edificio fue apodado el "templo de mármol". 

## Uso
Ubicado en SW Fifth y Stark, el edificio de tres pisos fue la sede del First National Bank (FNB) en Portland a partir de 1916, y continuó siendo una parte del complejo de la sede hasta 1972. Las oficinas principales del banco se mudaron más tarde a nuevos edificios construidos directamente adyacentes, primero en 1923, en un nuevo edificio de mármol de cuatro pisos en Sixth y Stark (inicialmente ocupado por la afiliada Security Savings & Trust Company, pero propiedad de FNB), y más tarde entre 1957 y 1959, con una expansión mucho mayor, en un edificio ahora conocido como 400 SW Sixth Avenue, que reemplazó los edificios en Sixth y Washington y en 1960 también reemplazó el edificio de 1923 del First National Bank.
El edificio original de 1916 continuó formando parte del complejo de la sede de dos edificios hasta 1972, cuando First National trasladó su sede a la Wells Fargo Center adyacente al edificio de servicios de administración junto al Ayuntamiento de Portland. First National luego vendió sus dos edificios a lo largo de Stark Street, y el hito de 1916 se vendió a la Oregon Pioneer Savings & Loan Association. El edificio se salvó de la destrucción y la ciudad le otorgó una designación de hito histórico. Se convirtió en la nueva sede de Oregon Pioneer.